# Eupithecia transversa
Eupithecia transversa är en fjärilsart som beskrevs av Karl Dietze 1913. Eupithecia transversa ingår i släktet Eupithecia och familjen mätare. Inga underarter finns listade i Catalogue of Life.